# Xã Weston, Quận Marshall, Nam Dakota
Xã Weston (tiếng Anh: Weston Township) là một xã thuộc quận Marshall, tiểu bang Nam Dakota, Hoa Kỳ. Năm 2010, dân số của xã này là 228 người.